# Convenció de Pequín

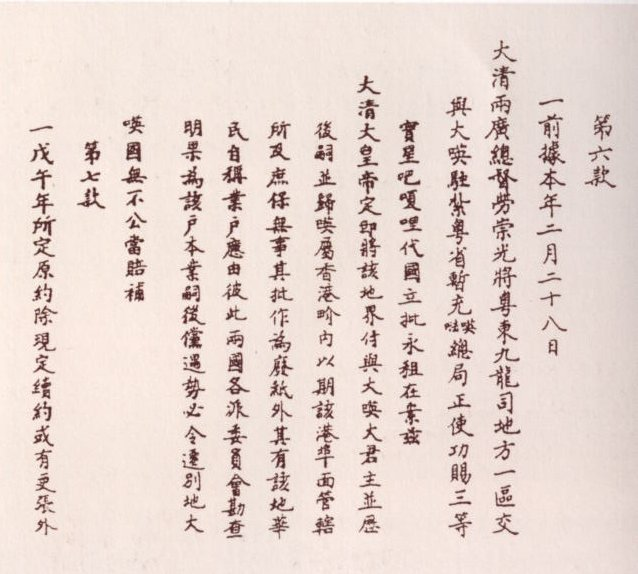
Convenció de Pequín

La Convenció de Pequín o la Primera Convenció de Pequín, és el nom que reben tres dels tractats desiguals, signats entre la Xina i el Regne Unit, França, i Rússia.

## Rerefons
Les potències occidentals van exigir establir nous ports d'escala a la Xina i expandir mercats ultramarins conduint a la Segona Guerra de l'Opi en 1856. En la primera fase de la guerra, l'exèrcit anglo-francès va envair Guangzhou i els Forts de Taku, i va derrotar l'exèrcit xinès i la dinastia Qing va demanar la pau signant el tractat de Tianjin el 1858, que l'emperador Tongzhi es va negar a ratificar, reiniciant la guerra, i el 1859 l'exèrcit anglo-francès va envair els Forts de Taku, Tientsin i Pequín. El 18 d'octubre de 1860 les tropes britàniques i franceses van entrar a la Ciutat Prohibida, a Beijing. Després de la derrota final dels xinesos, el Príncep Gong es va veure obligat a signar dos tractats en nom de la dinastia Qing, un amb Lord Elgin i l'altre amb el baró Jean-Baptiste Louis Gros, que van representar a la Gran Bretanya i França respectivament. Tot i que Rússia no havia estat bel·ligerant, el Príncep Gong també va signar un tractat amb Nikolai Muravyov-Amursky.
El pla original consistia a cremar la Ciutat Prohibida, com a càstig pel maltractament que van rebre els presoners europeus per part dels funcionaris xinesos. Donat que fer-ho representaria posar en perill la signatura del tractat, es va modificar el pla inicial i en el seu lloc es va planificar la crema dels jardins dels palaus Qingyi Yuán i Yuanming Yuán de l'emperador. Els tractats amb França i la Gran Bretanya, es van signar a l'edifici del Ministeri de Ritus, immediatament al sud de la Ciutat Prohibida, el 24 d'octubre de 1860.

## Termes

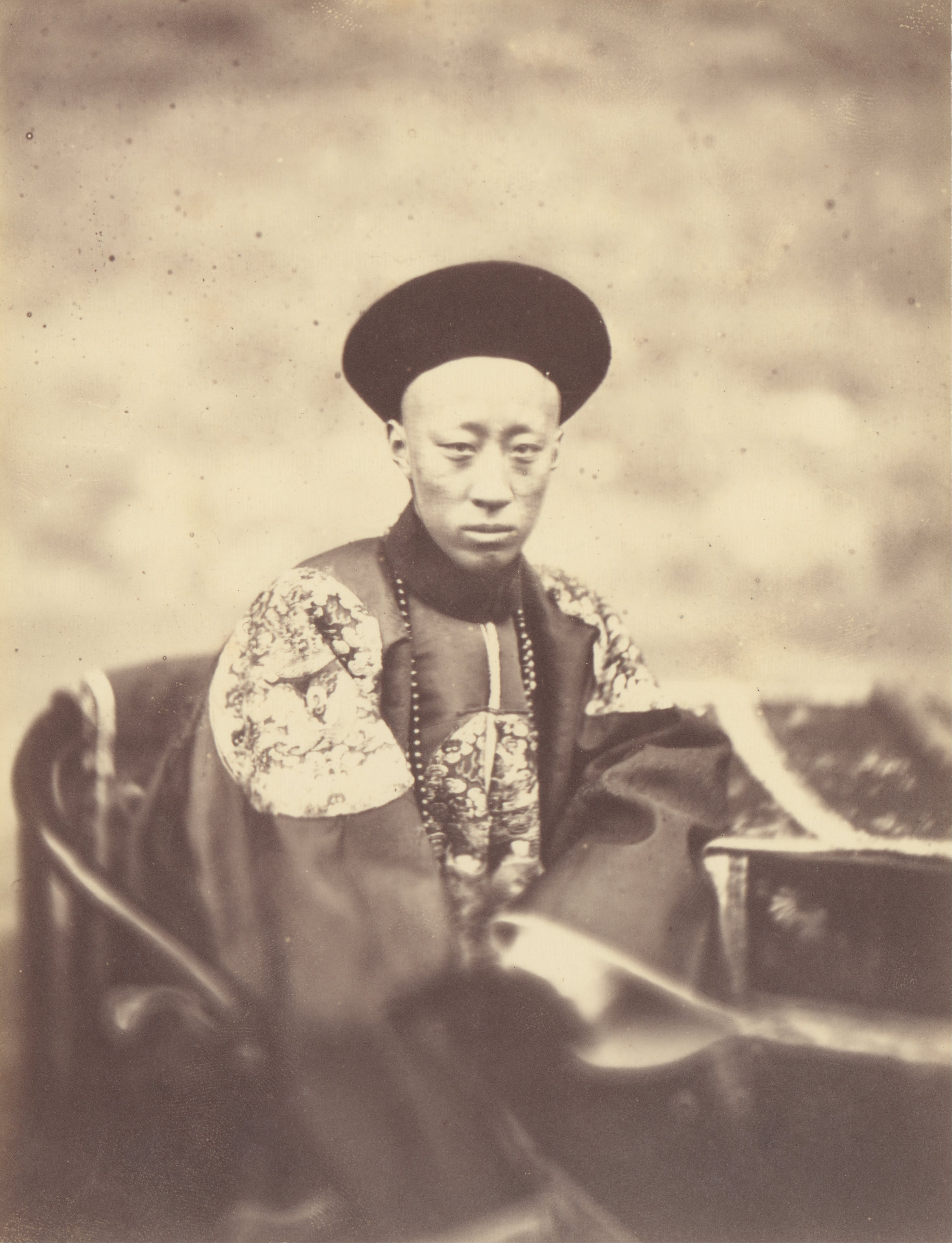
El Príncep Gong, fotografiat per Felice Beato, 2 de novembre de 1860, pocs dies després de la signatura del tractat.

L'àrea de la península de Kowloon havia estat llogada el març de 1860. La Convenció de Pequín va donar per acabat el contracte d'arrendament, i va cedir la terra formalment als britànics el 24 d'octubre de 1860.
L'article 6 del tractat entre la Xina i el Regne Unit estipulava que la Xina havia de cedir la part de la península de Kowloon que es trobava al sud de l'actual Boundary Street, a Kowloon, i Hong Kong a perpetuïtat a la Gran Bretanya.
En el tractat també es va cedir part de Manxúria a l'Imperi Rus. Es van cedir a Rússia el drets sobre l'Ussuri Krai, una part del modern Krai de Primórie, el territori que corresponia a l'antiga província manxú de Tartària Oriental. El tractat és considerat com un dels tractats desiguals.

## Conseqüències
Els governs del Regne Unit i la República Popular de la Xina van signar la Declaració Conjunta Sino-Britànica el 1984, en virtut de la qual, la sobirania dels territoris arrendats als britànics, juntament amb l'Illa de Hong Kong, cedida en virtut del Tractat de Nanking (1842), i la península de Kowloon (la part al sud de Boundary Street), havien d'ésser retornats a la Xina l'1 de juliol de 1997.